# Antonio Fernando de Franceschi
Antonio Fernando de Franceschi (Pirassununga, 27 de novembro de 1942 - São Paulo, 1 de junho de 2021) foi um poeta, ensaísta e crítico literário brasileiro. Foi diretor do Museu de Arte de São Paulo e do Instituto Moreira Salles.

## Biografia
Nasceu no interior de São Paulo, em Pirassununga, em 27 de novembro de 1942. Aos 8 anos de idade, na década de 1950, emigra para a capital. Realizou seus estudos iniciais na Escola Caetano de Campos, localizada na Praça da República. Em 1964 inicia sua graduação em Filosofia na Faculdade de Filosofia, Ciências e Letras da Universidade de São Paulo.
É representante da Geração 60 de poesia, também conhecida como geração dos novíssimos.

### Atuação
Entre 1980 e 1984 foi editor e diretor da Revista Istoé. Nesse contexto ficou conhecido por suas críticas literárias, não apenas na Istoé, mas também em outros periódicos. Entre 1980 e 1990 fez parte do conselho administrativo da Escola Superior de Propaganda e Marketing. Nesse mesmo contexto foi consultor da Associação Brasileira de Imprensa. Na década de 90 foi diretor do Museu de Arte de São Paulo.

#### Instituto Moreira Salles
Foi responsável, em conjunto a Walther Moreira Salles, pela criação do Instituto Moreira Salles. Tendo se tornado o seu primeiro diretor-superintendente, em 1992, cargo que ocupou até 2008. João Moreira Salles afirma que sem Franceschi o IMS não teria existido, reafirmando a importância do poeta na concretização da instituição.
Durante sua gestão foi o responsável pela incorporação de acervos iconograficos importantes como os de Marc Ferrez, Marcel Gautherot, José Medeiros, Madalena Schwartz e Maureen Bisilliat. Na área literária conseguiu incorporar arquivos valiosos de Lygia Fagundes Telles, Otto Lara Resende, Rachel de Queiroz, Carolina Maria de Jesus e Clarice Lispector, também criou a série e editou "O escritor por ele mesmo" e os Cadernos de Literatura Brasileira.
No que diz respeito ao acervo musical do instituto, possibilitou a salvaguarda do acervo de Pixinguinha. E incorporou o acervo de Ernesto Nazareth, Humberto Franceschi e José Ramos Tinhorão.

## Prêmios
Recebeu o Prêmio Jabuti de Poesia por "Tarde revelada" (1985) e "Caminho das águas" (1987), que também lhe rendeu o Prêmio da APCA. Por "Sal" (1989) recebeu o Prêmio Cassiano Ricardo.

## Obras
- "Tarde revelada" (Brasiliense, 1985).[1]
- "Caminho das águas" (Brasiliense, 1987).[1]
- "Sal" (1989).[1]
- "Fractais" (Brasiliense, 1990).[1]
- "A olho nu" (Companhia das Letras, 1993).[1]
- "Cinco formas clássicas" (BEI, 2002).[1]
- "Sete suítes" (Companhia das Letras, 2010).[1]